# 崔嵬
崔嵬（1912年—1979年2月7日），原名崔景文，男，山东诸城人，中国电影导演、演员，曾任北京電影製片廠導演。代表作《红旗谱》、《小兵张嘎》、《青春之歌》。第三届全国人大代表、第五届全国政协委员。1950至1960年代，崔嵬與另外三位北京電影製片廠名導演張水華、凌子風和成蔭並稱「北影四大帥」。

## 生平
崔出生于山东诸城昌城镇王家巴山村一个贫苦农民家庭，原名崔景文。13岁进入大英烟厂（今颐中烟草公司）当童工。15岁进入礼贤中学。1930年，考入山东省立实验剧院编剧班，同年剧院停办回到青岛。1931年，进入国立青岛大学中文系旁听。次年，开始参与左翼戏剧活动。1933年，进入北平的私立民国大学。1935年到上海参演左联领导下的话剧演出。1938年到中国共产党控制的延安，在鲁迅艺术学院戏剧系任教，加入共产党，后在晋察冀边区主办华北联合大学文艺学院戏剧系，领导火线剧社。1954年加入北京电影制片厂。文革中，崔嵬被树立为“北霸天”，受到了批斗，并下放到干校劳动。

## 演出作品
- 《宋景诗》：饰演宋景诗。
- 《海魂》
- 《老兵新传》：饰演战场长。

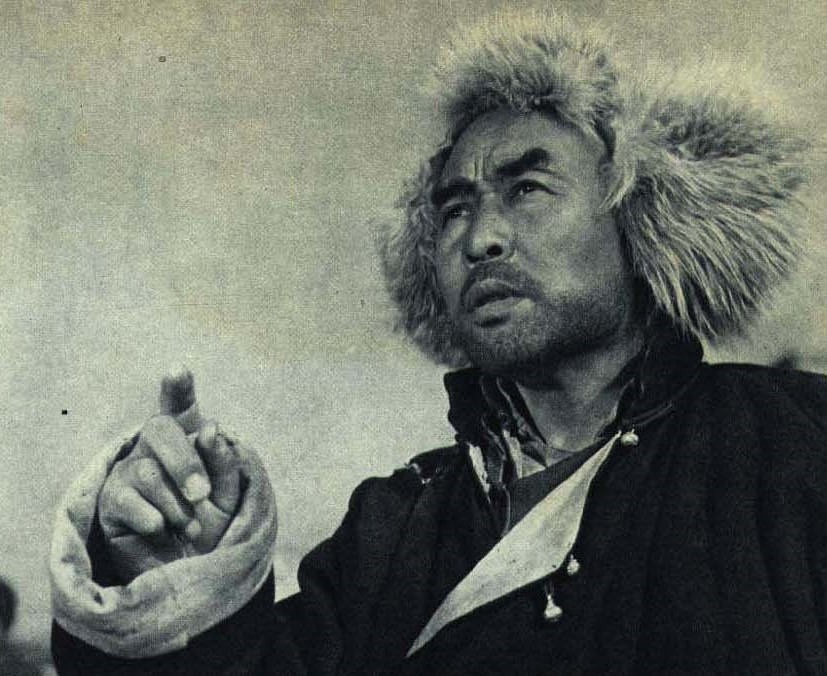
崔嵬在电影《红旗谱》中饰演朱老忠

- 《红旗谱》：饰演朱老忠，1962年首届百花奖最佳男演员奖。

## 导演作品
- 《青春之歌》
- 《小兵张嘎》：1980年全国少年儿童文艺创作一等奖
- 《北大荒人》
- 《天山上的红花》
- 《红雨》
- 《山花》

### 京劇電影
- 《穆桂英大战洪洲》（與陳怀皑合導）
- 《杨门女将》（與陳怀皑合導）：1962年得电影百花奖最佳戏曲片奖。
- 《野猪林》（與陳怀皑合導）
- 《平原作战》（被列進第2批樣板戲的現代京劇，與陳怀皑合導，琴師林宗禔，鼓師唐繼榮）

#### 未完成
- 《武松》（蓋叫天舞台藝術片）

### 藝術指導
- 《遊園驚夢》（梅蘭芳崑曲片，許珂執導）